# Aéroport de Basengele
L'Aéroport de Basengele (ICAO : FZBW) est une piste d'atterrissage servant le village de Bokote dans la province de Bandundu, en République démocratique du Congos.

## Situation en RDC
| Bandundu Basango Mboliasa Bunia Gbadolite Gemena Goma Ilebo Kalemie Kananga Kikwit Kindu Kinshasa-Ndjili Kinshasa-N'Dolo Kisangani Kolwezi Lodja Lubumbashi Matari Matadi Mbandaka Mbuji Mayi Nioki Tshikapa Tshumbe |